# فرانك مارتي
فرانك مارتي (بالإنجليزية: Frank Marty)‏ هو مدير فني أمريكي، ولد في 12 نوفمبر 1888، وتوفي في 6 أغسطس 1950 في فورت توماس في الولايات المتحدة.